# U.S. Virgin Islands Club Championship
Die U.S. Virgin Islands Premier League (ehemals U.S. Virgin Islands Soccer Championship) ist die Meisterschaft der U.S. Virgin Islands Soccer Federation, dem Fußballverband der Amerikanischen Jungferninseln. Rekordsieger ist der Helenites SC mit fünf Titeln.

## Aktuelle Saison
In der Saison 2022/23 nahmen die folgenden neun Mannschaften der beiden Inseln am Spielbetrieb teil.
- St. Croix:
  - Helenites SC
  - Rovers FC
  - Prankton SC
  - Unique Tropical SC

- St. Thomas:
  - Raymix SC
  - New Vibes SC
  - United We Stand SC
  - LRVI FC
  - Waitikubuli SC

## Alle Meister
Soccer Championship:
- 1997–98: nicht ausgetragen
- 1998–99: MI Roc Masters SC -:- Helenites SC
- 1999–00: UWS Upsetters SC 5:1 Helenites SC
- 2000–01: nicht ausgetragen
- 2001–02: Haitian Stars SC 1:0 UWS Upsetters SC
- 2002–03: nicht ausgetragen
- 2003–04: nicht ausgetragen
- 2004–05: Positive Vibes Victory SC 2:0 Helenites SC
- 2005–06: New Vibes SC 4:2 Positive Vibes Victory
- 2006–07: Helenites SC 1:0 Positive Vibes Victory
- 2007–08: Positive Vibes Victory SC -:- New Vibes SC
- 2008–09: New Vibes SC 1:0 Positive Vibes Victory SC
- 2009–10: nicht ausgetragen
- 2010–11: nicht ausgetragen
- 2011–12: Helenites SC 8:7 n. E. New Vibes SC
- 2012–13: New Vibes SC 4:3 n. E. Positive Vibes Victory
- 2013–14: Helenites SC 3:1 Positive Vibes Victory
- 2014–15: Helenites SC 3:1 Raymix SC
- 2015–16: Raymix SC 3:2 Helenites SC
- 2016–17: Raymix SC 1:0 Helenites SC
- 2017–18: nicht ausgetragen

Premier League:
- 2018–19: Helenites SC 2:1 United We Stand SC
- 2019–20: abgebrochen
- 2020–21: nicht ausgetragen
- 2021–22: nicht ausgetragen
- 2022–23: New Vibes SC 4:0 United We Stand SC